# 2014년 태국 쿠데타
2014년 태국 쿠데타(태국어: รัฐประหารในประเทศไทย พ.ศ. 2557)는 2014년 5월 22일, 태국에서 육군 총사령관 쁘라윳 짠오차의 지휘 하에 태국군이 잉락 친나왓 하의 제60차 태국 내각에 대해 군사 쿠데타를 일으킨 사건이다. 이 쿠데타는 2013~2014년 태국 정치 위기의 6개월이 지난 이후 일어났다. 쿠데타 이후 군과 경찰로 구성된 국가평화유지위원회(NPOMC)가 정부를 운영하여 입헌 군주제 형태에 군정하의 과도 의원 내각제 군주국으로 정부형태가 전환되었다. 국가평화유지위원회의 위원장은 쿠데타 주도자인 쁘라윳 짠오차 육군 총사령관이 맡았다. 이후 5월 26일, 국왕 푸미폰 아둔야뎃(라마 9세)은 쿠데타를 공식 승인했다.

## 같이 보기
- 2006년 태국 쿠데타
- 2010년 태국 시위
- 2013-2014년 태국 정치 위기
- 2019년 태국 총선거
- 2020–2021년 태국 시위
- 코인텔프로

## 추가 자료
- Catherine E. Shoichet (2014년 5월 22일). “Thailand coup: A cheat sheet to get you up to speed”. CNN. 2014년 5월 23일에 확인함.
- Hilary Whiteman (2014년 5월 22일). “Thailand wakes to military rule: What it means”. CNN. 2014년 5월 23일에 확인함.
- “Why is Thailand under military rule?”. BBC. 2014년 5월 22일. 2014년 5월 23일에 확인함.